# 2002 VY130
2002 VY130, também escrito como 2002 VY130, é um objeto transnetuniano que está localizado no Cinturão de Kuiper, uma região do Sistema Solar. Este corpo celeste é classificado como um provável Cubewano. Ele possui uma magnitude absoluta de 8,4 e tem um diâmetro estimado com 92 km.

## Descoberta
2002 VY130 foi descoberto no dia 7 de novembro de 2002, pelo astrônomo Marc W. Buie.

## Órbita
A órbita de 2002 VY130 tem uma excentricidade de 0,213 e possui um semieixo maior de 39,500 UA. O seu periélio leva o mesmo a uma distância de 31,070 UA em relação ao Sol e seu afélio a 47,930 UA.